# سالواتوره کانتالوپو
سالواتوره کانتالوپو (ایتالیایی: Salvatore Cantalupo؛ ‏ ۸ ژوئیهٔ ۱۹۵۹ – ۱۳ اوت ۲۰۱۸) بازیگر اهل ایتالیا بود.
از فیلم‌هایی که وی در آن نقش داشته‌است، می‌توان به گومورا و لئوپاردی اشاره کرد.